# والری سامارا
والری سامارا (انگلیسی: Valeriy Samara؛ زادهٔ ۲۹ اوت ۱۹۶۵) ورزشکار روئینگ اهل اوکراین است.وی همچنین از قایقرانان روئینگ بازی‌های المپیک تابستانی ۱۹۹۶ بوده است.